# Atlas de Lafréry

Atlas de Lafréry désigne la reliure de cartes réalisée au XVIe siècle par le graveur, cartographe et éditeur Antoine Lafréry.

## Histoire
À partir d'environ 1544, de nombreuses cartes ont été imprimées à Rome et à Venise, en Italie. Chaque éditeur a travaillé de façon autonome, la production de cartes étant basée sur les besoins de leur propre clientèle. Ces cartes varient considérablement en taille.
Au fil du temps, il  devient habituel de relier les cartes entre elles. Ces reliures sont appelés  IATO (atlas [Italien, Assemblé à la Commande]) ou  plus fréquemment, atlas de Lafréry. 
Néanmoins, le mot atlas n'est utilisé qu'à partir de 1570.
Vers 1570 ou 1572, l'un des principaux éditeurs de l'époque, Antoine Lafréry, est probablement le premier à avoir ajouté un fond gravé sur la page du titre d'une reliure de cartes ; à la même époque où le Theatrum Orbis Terrarum est publié à Anvers.
Chaque atlas est réalisé à partir d'une liste de cartes disponibles mais choisies de manière à satisfaire les besoins ou la demande de chaque client, et de fait peu d'atlas sont identiques. Environ soixante ou soixante-dix de ces atlas nous sont parvenus et la plupart sont détenus dans des institutions. Les atlas sont très importants dans l'histoire de la cartographie et beaucoup  de cartes italiennes du XVIe siècle n'ont survécu que grâce à ces atlas.
Les atlas de Lafréry sont les plus recherchés par les collectionneurs pour le style de la gravure  et de leur rareté.
En 2014, la bibliothèque de Bavière a acheté auprès d'un collectionneur privé un Atlas de Lafréry pour 1,4 million d'euros.

## Les cartographes des atlas de Lafréry
Les cartographes principaux impliqués dans la publication des cartes des atlas de Lafréry  :
- Giacomo Gastaldi – basé à Venise ; le plus important cartographe de son temps d'Italie
- Battista Agnese – originaire de Gênes, basé à Venise
- Antoine Lafréry (1512-1577) – Rome ; éditeur
- Antonio Salamanca – Rome ; partenaire de Lafréry[3].
- Giovani Francesco Camocio – Venise
- Donato Bertelli – Venise
- Ferando Bertelli – Venise
- Paolo Forlani – Venise